# Lista de nomes bíblicos começando com O
Esta é uma lista de nomes bíblicos começando com O, ou seja, uma lista contendo os nomes de personagens bíblicos, históricos ou não, cujo nome comum se inicie pela letra "O".
- Oséias[1]: um profeta de Israel
- Obadias: um profeta de Israel
- Oolibama: esposa de Esaú
- Omar[2]: filho de Elifaz, filho de Esaú